# Hack tăng trưởng
Hack tăng trưởng – Growth hacking là một thuật ngữ sử dụng trong tiếp thị Internet về các chiến lược tập trung vào tăng trưởng. Các công ty khởi nghiệp giai đoạn đầu áp dụng chiến lược hack tăng trưởng với mục tiêu chung là thu hút càng nhiều người dùng càng tốt với một ngân sách hạn chế trong thời gian ngắn. Đội ngũ các chuyên gia hack tăng trưởng thường bao gồm thành viên từ các bộ phận marketing, phát triển sản phẩm, kỹ sư và quản lý sản phẩm. Họ đặc biệt tập trung vào việc xây dựng và thu hút khách hàng.
Áp dụng chiến lược hack tăng trưởng, các chuyên viên thường thay thế các phương thức tiếp thị truyền thống bằng các hoạt động có chi phí thấp hơn, chẳng hạn sử dụng phương tiện truyền thông xã hội, tiếp thị lan truyền hoặc quảng cáo nhắm mục tiêu  thay vì các phương tiện truyền thông đại chúng như đài phát thanh, báo và truyền hình.
Hack tăng trưởng đặc biệt phổ biến với các công ty khởi nghiệp nhằng tăng trưởng nhanh chóng khi mới tung sản phẩm hoặc dịch vụ ra thị trường. Hai mục tiêu thường gặp trong hack tăng trưởng là giảm chi phí đầu tư trên mỗi khách hàng mới hoặc tăng trưởng bền vững dài hạn. Việc tăng trưởng dài hạn được Mason Pelt chỉ ra trong một bài viết năm 2015 trên SiliconANGLE.com: "Mục tiêu của bất kỳ hoạt động tiếp thị nào cũng nên tập trung vào tăng trường bền vững dài hạn chứ không phải lợi ích ngắn hạn. Hack tăng trưởng tập trung vào tối ưu hóa tài nguyên cũng như tạo ra khách hàng tiềm năng. Nếu hoạt động kinh doanh của bạn là một cái xô và khách hàng tiềm năng là nước, bạn sẽ không muốn lãng phí tài nguyên bằng cách đổ nước vào một cái xô bị rò rỉ. Do đó, một hacker tăng trưởng thực sự sẽ quan tâm đến việc giữ chân khách hàng." 
Các chuyên gia hack tăng trưởng thường lặp đi lặp lại các hoạt động tiếp thị và phát triển sản phẩm để kiểm tra tính thuyết phục của sản phẩm mẫu, các mẫu email marketing, các hoạt động SEO, các chiến lược tiếp thị lan truyền, cùng các công cụ và kỹ thuật khác, với mục tiêu tăng tỷ lệ chuyển đổi và đạt được sự tăng trưởng người dùng nhanh chóng. Hack tăng trưởng cũng có thể liên quan đến quản lý cộng đồng online, social media hoặc tiếp thị cá nhân hóa  để cải thiện các số liệu hiệu suất như thúc đẩy khách hàng quay lại và bán sản phẩm. Một số người đánh đồng hack tăng trưởng với tiếp thị trực tuyến , vì trong nhiều trường hợp, các chuyên gia hack tăng trưởng đang sử dụng các kỹ thuật như tối ưu hóa công cụ tìm kiếm, phân tích website, content marketing và A/B testing.
Hack tăng trưởng ảnh hưởng lớn tới việc phát triển sản phẩm. Thay vì thử nghiệm sản phẩm sau khi phát triển, thưởng là sau một thời gian dài, các hacker tăng trưởng bắt đầu thử nghiệm người dùng từ giai đoạn phác thảo sản phẩm và cố gắng thử nghiệm ý tưởng ở mọi giai đoạn phát triển sản phẩm. Một hacker tăng trưởng trong vai trò phát triển sản phẩm sẽ bắt đầu thử nghiệm người dùng trong quán cà phê thay vì phòng thí nghiệm sản phẩm của công ty.

## Lịch sử
Thuật ngữ "Hacker tăng trưởng " được nêu lên bởi Sean Ellis năm 2010  Trên blog, Ellis định nghĩa hacker tăng trưởng là "một người mà mục tiêu duy nhất là tăng trưởng. Tất cả mọi thứ họ làm được xem xét kỹ lưỡng bởi tác động tiềm năng của nó đối với khả năng tăng trưởng. "  Andrew Chen đã giới thiệu thuật ngữ này rộng rãi hơn trong một bài đăng trên blog: "Hacker tăng trưởng là Giám đốc Marketing mới "  và lấy trường hợp Airbnb kết hợp với Craigslist làm ví dụ. Chen cho rằng các hacker tăng trưởng "là sự kết hợp giữa các marketer và lập trình viên, một người nhìn vào nhiệm vụ marketing truyền thống 'Làm sao thu hút được khách hàng?' và trả lời bằng cách thực hiện hàng loạt hoạt động như A/B testing, phân tích landing page, các yếu tố giúp lan truyền nội dung, khả năng gửi email và Open Graph. "  Năm 2012, Aaron Ginn định nghĩa một hacker tăng trưởng trên TechCrunch là " một tư duy về dữ liệu, tính sáng tạo và sự tò mò". Trong cuốn sách "Hack tăng trưởng", Chad Ridderen và Raymond Fong định nghĩa một Hacker tăng trưởng là "một nhà tiếp thị sáng tạo và tháo vát, tập trung vào thúc đẩy tăng trưởng cao" 
"Hội nghị hack tăng trưởng" thường niên lần thứ hai (2013) được tổ chức tại San Francisco bởi Gagan Biyani. Sự kiện này bao gồm các chuyên gia tăng trưởng từ nhiều công ty trong đó có cả LinkedIn, Twitter và YouTube. Năm 2015, Sean Ellis và Everette Taylor đã lập ra GrowthHackers – cộng đồng trang web lớn nhất dành riêng cho hack tăng trưởng và hiện đang tổ chức Hội nghị GrowthHacker hàng năm.

## Phương pháp
Để đối phó với ngân sách hạn chế và thiếu kinh nghiệm, các hacker tăng trưởng tiếp cận tiếp thị với trọng tâm là sự đổi mới, khả năng mở rộng và kết nối người dùng. Tuy nhiên, các hoạt động marketing trong hack tăng trưởng không tách rời thiết kế sản phẩm và hiệu quả sản phẩm. Trọng tâm của các hoạt động hack tăng trưởng là tiềm năng phát triển của sản phẩm bao gồm số người dùng quay lại, khả năng sinh lời, khả năng duy trì khách hàng và khả năng lan truyền của sản phẩm. Fast Company đã sử dụng "Danh sách người dùng được đề xuất " của Twitter làm ví dụ: "Đây là bí mật thực sự của Twitter: Nó gắn tiếp thị với sản phẩm thay vì xây dựng cơ sở hạ tầng để thực hiện nhiều hoạt động tiếp thị."  Tuy nhiên, hack tăng trưởng không phải lúc nào cũng miễn phí. TechCrunch  giải thích rằng hack tăng trưởng là tiếp thị hiệu quả chứ không phải phép thần. Khi các công cụ mới (SaaS – phần mềm được cung cấp như dịch vụ) ra đời, ngày càng có nhiều công cụ được cung cấp miễn phí.
Tăng trưởng nhanh chóng là trọng tâm của các chiến lược hack tăng trưởng  Mark Zuckerberg đã lấy trọng tâm này làm mục tiêu khi phát triển Facebook. Trong khi các phương pháp đo lường hiệu quả có thể khác nhau giữa các công ty và các ngành, mẫu số chung luôn là sự tăng trưởng. Các công ty thành công trong hack tăng trưởng thường có một vòng lặp lan truyền được xây dựng tự nhiên trong quá trình phát triển. Khách hàng hiện tại giới thiệu sản phẩm dịch vụ tới khách hàng mới và khách hàng mới sau khi sử dụng sản phẩm hoặc dịch vụ sẽ lần lượt chia sẻ với những người khác trong mạng lưới quan hệ của họ. Vòng lặp nhận thức, sử dụng và chia sẻ này có thể dẫn đến tăng trưởng theo cấp số nhân cho công ty.
Hack tăng trưởng quy quá trình thu hút người dùng/ khách hàng mới thông qua hình ảnh ẩn dụ của "phễu bán hàng" (theo lý thuyết này, lượng người dùng mới chảy qua 5 giai đoạn – thu hút, kích hoạt, duy trì, doanh thu, giới thiệu). Tối ưu hóa nhanh chóng dòng chảy người dùng qua phễu bán hàng là mục tiêu cốt lõi của hack tăng trưởng, vì làm cho mỗi giai đoạn của phễu hiệu quả hơn sẽ tăng số lượng người dùng trong các giai đoạn tiếp theo của phễu.
Không chỉ các công ty khởi nghiệp giai đoạn đầu, các công ty và tập đoàn lớn như Twitter, Facebook, Dropbox, Pinterest, YouTube, Groupon, Udemy, Instagram và Google đều đã và đang các kỹ thuật hack tăng trưởng để xây dựng thương hiệu và tăng lợi nhuận.

### Ví dụ
Một ví dụ kinh điển về " hack tăng trưởng " là Hotmail với một liên kết gắn trong dòng chữ "PS I Love You " để giới thiệu thêm khách hàng mới tới dịch vụ thư điện tử miễn phí của họ. Một ví dụ khác là việc Dropbox tặng người dùng dung lượng miễn phí khi họ giới thiệu bạn bè sử dụng dịch vụ này.
Airbnb, dịch vụ đặt phòng trực tuyến, là một ví dụ về hack tăng trưởng bằng việc làm cầu nối giữa cung và cầu. Airbnb nhận ra rằng họ có thể tận dụng lượng người dùng khổng lồ cũng như trang web của Craigslist bằng cách thêm các trình tạo danh sách tự động từ Airbnb với tính năng "Đăng lên Craigslist". Sự phát triển của công ty là sự kết hợp giữa tư duy thông minh và bí quyết kỹ thuật.
Một ví dụ khác là form đăng ký nhận tin của Noah Kagan. Trước đây, form này có bốn trường: Tên, Email, URL, Doanh thu. Sau khi Noah xóa hoàn toàn trường "doanh thu", chỉ để lại ba trường Tên, Email và URL, tỷ lệ chuyển đổi của anh đã tăng 26%.
Đại học Alberta sử dụng popup của Qualaroo để hỏi tất cả người dành trên 10 giây trên website: Bạn có muốn đăng ký nhận tin tức hàng ngày không?. Bằng cách này, số lượng email đăng ký nhận tin từ website của trường đã tăng lên 500%